# 고환

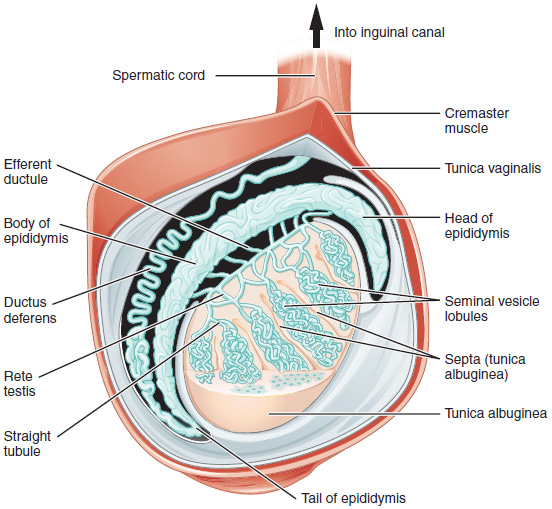
사람 고환의 내부 구조도 (testicular lobules이 seminal vesicle lobules로 잘못 지칭됨)

고환(睾丸, testicle)은 남성의 생식 기관 중 정자를 생성하는 생식샘으로, 음낭 안에 좌우로 하나씩 있으며 타원형이다. 흔히 불알, 정소(精巢)라고도 한다. 여성의 난소와 상동적이다.
고환은 정자와 안드로겐(특히 테스토스테론)을 생성한다. 테스토스테론의 분비는 뇌하수체전엽의 황체형성 호르몬에 의해 조절되는 한편 정자의 생산은 뇌하수체전엽의 여포자극호르몬과 생식샘의 테스토스테론에 의해 조절된다.
불알은 백막이라는 결합조직에 감싸여 있고, 정자를 생산하는 세정관(細精管)이 붙어 있다. 정세관의 내부에는 원형의 세포가 겹겹이 겹쳐져 있으며 불알에 접한 이 세포가 증식과 분열을 반복하여 정자가 되므로 정세관의 중심에는 완성된 고환을 볼 수 있다. 이 정자는 정세관에서 부고환과 수정관을 거쳐 요도로 보내진다.

## 외관

남성은 복벽(腹壁)의 연장인 음낭 내에 비슷한 크기의 고환이 양쪽에 2개 들어 있다. 일반적으로 한쪽 고환이 다른 쪽 고환보다 아래로 더 늘어져있는 음낭 비대칭이 보이는데 이는 혈관구조의 해부학적 차이 때문이다. 남성의 85%는 오른쪽 고환이 왼쪽 고환보다 밑으로 늘어져 있다.
고환의 부피는 길이, 깊이, 너비를 측정하고 타원체의 부피 공식을 사용하여 추정할 수 있다. 평균 성인의 고환 부피는 5 cm × 2 cm × 3 cm이다. 남성 생식기의 성숙도를 평가하는 데 사용되는 태너 등급(Tanner scale)은 계산된 부피에 성숙도 단계를 부여하여 부피 1.5 cm3 이하인 1단계부터 부피 20cm3 이상인 5단계까지 분류한다. 정상 부피는 고환 하나 당 15-25cm3이다. 성인 남성이 생산하는 정자의 수는 고환 부피에 정비례한다. 그 이유는 고환이 클수록 정세관과 세르톨리 세포가 더 많이 포함되기 때문이다.

## 구조

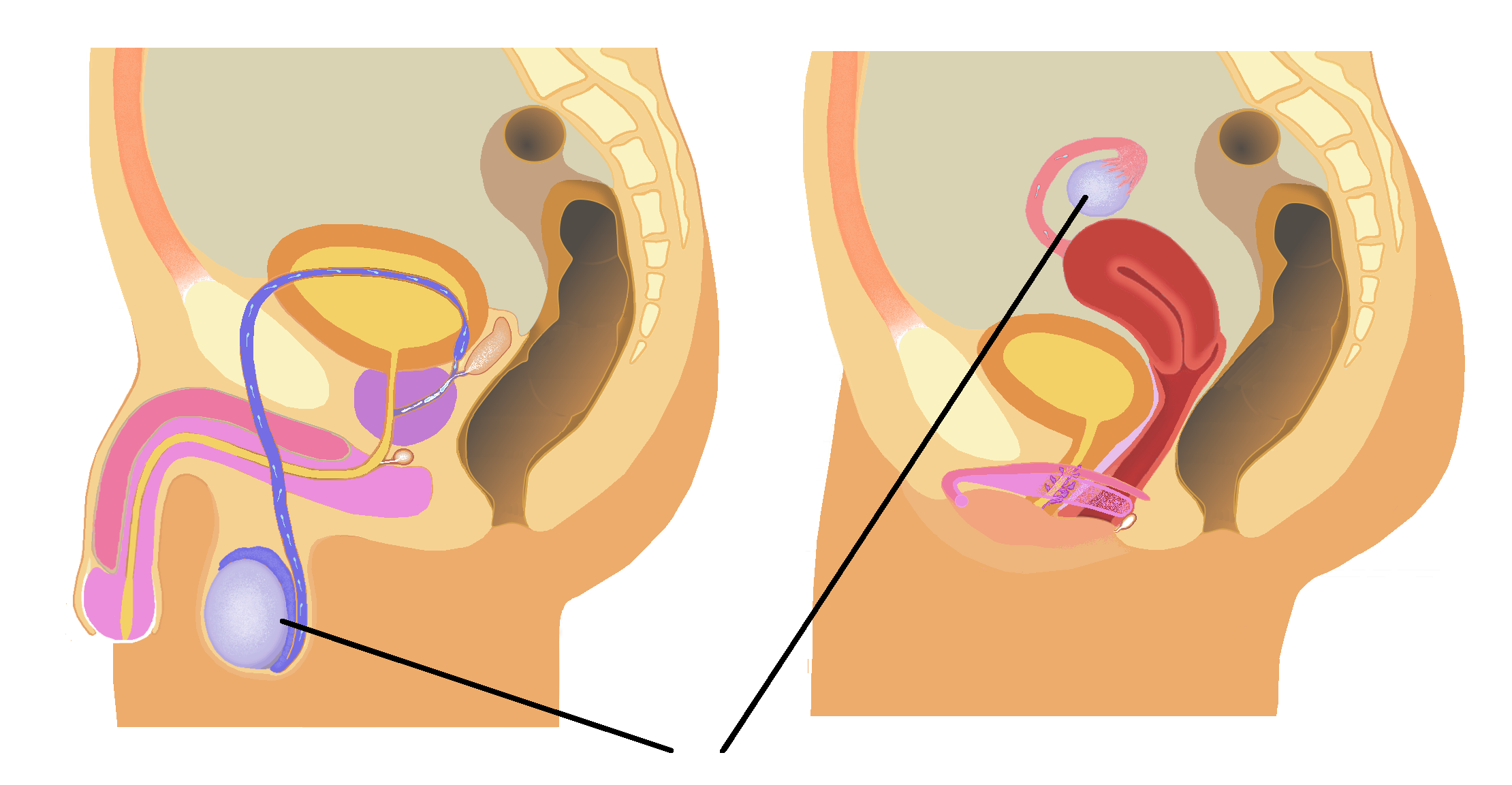
(좌)남성의 생식샘 고환, (우)여성의 생식샘 난소

고환은 성호르몬과 정자를 생산하고 분비하는 내분비샘이면서 외분비샘이다. 고환은 약간 납작한 난원형이며, 길이 약 4cm, 폭 2.5cm이다.
고환은 결합조직으로 된 흰색의 중격(사이막, Septa)을 가지고 있고, 중격은 약 300개의 쐐기모양 소엽(Lobules)으로 나뉘어 있다. 각각의 소엽에는 1~3개의 정세관(Seminiferous tubule)이 있으며, 정세관은 정자가 생산하는 장소로 길이 약 70cm의 가느다란 관이다. 정세관가 정세관 사이에는 남성호르몬을 분비하는 간질세포(사이질 세포, Interstitial cell)가 있다. 정세관에는 두꺼운 상피가 둘러싼 좁은 내강이 있으며, 상피에는 생식세포(Germ cell, Sex cell)와 생식세포를 보호하고 지지하는 지지세포(버팀세포, Sustentacular cell)로 구성되어있다. 생식세포는 영양분, 노폐물 제거 및 다른 생식인자, 다른 필요에 의해서 지지세포에 의존하게 된다. 또한 지지세포는 인히빈(Inhibin)이라는 호르몬을 분비하는데, 이 호르몬은 정자의 생산율을 조정한다.

## 발달
고환은 음낭 안에서 생성되어 태아의 성장에 따라 음낭 속에 자리잡는다. 이것은 신생아의 약 고환에서 볼 수 있으나 음낭에 자리잡는 것이 불완전한 채로 태어나는 경우도 적지 않다. 고환이 음낭 안에 들어 있지 않거나 음낭까지 내려오지 않은 경우를 잠복고환이라 부르며 외견상 보통의 음낭에 비해 잠복고환 부분에는 고환이 들어 있지 않아 잠복고환 부분의 음낭이 작거나 쪼그라져 있는 경우가 흔하다.
고환은 2차 성징의 영향으로 12~14세에서 발달을 시작한다.음경과 함께 점점 크기가 커지며, 대게 4cc부터 2차 성징이 시작된다.이후 성인과 비슷한 18~24cc까지 발달된다.
고환은 충격에 매우 약하다. 고환에 충격이 가해질 시 강한 복통과 심각한 고통이 생긴다. 그 이유는 고환이 원래 장과 연결된 부위인데다가 뼈는커녕 보호해줄 수 있는 근육과 지방이 없어서 더 고통이 크다.

## 역사
중세 시대에 아들을 낳고 싶었던 남성은 자신의 왼쪽 고환을 제거하는 일이 종종 있었다. 그 이유는 사람들이 오른쪽 고환이 소년 정자를, 왼쪽 고환은 소녀 정자를 생성한다고 믿었기 때문이다.
기원전 330년 초에 아리스토텔레스는 사내를 갖고 싶은 남성의 왼쪽 고환을 단단히 묶어두는 성별 선택에 대해 기술하였다.

## 같이 보기
- 난소
- 정액
- 고환꼬임
- 고환암
- 불알 고문